# Prionus
Prionus är ett släkte av skalbaggar som beskrevs av Geoffroy 1762. Prionus ingår i familjen långhorningar.

## Bildgalleri

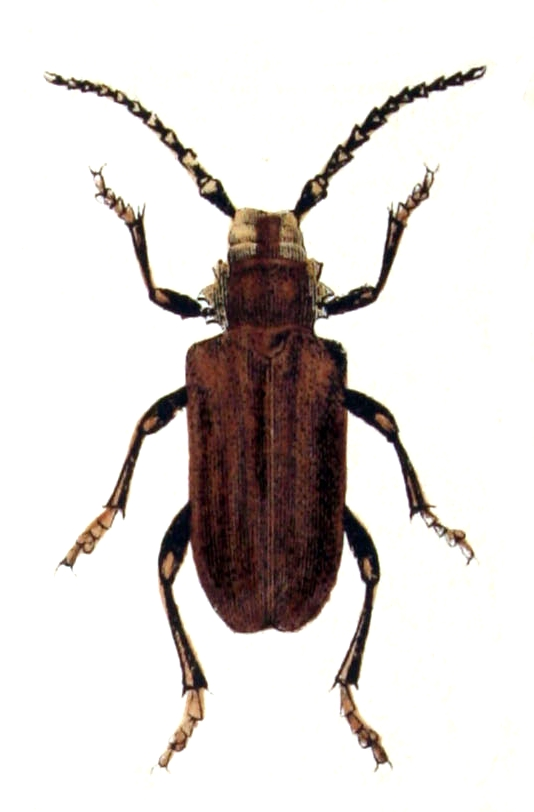

## Dottertaxa tillPrionus, i alfabetisk ordning[1][2]
- Prionus arenarius
- Prionus asiaticus
- Prionus aureopilosus
- Prionus aztecus
- Prionus batesi
- Prionus boppei
- Prionus californicus
- Prionus coriarius
- Prionus corpulentus
- Prionus curticollis
- Prionus debilis
- Prionus elegans
- Prionus elliotti
- Prionus emarginatus
- Prionus evae
- Prionus fissicornis
- Prionus flohri
- Prionus gahani
- Prionus galantiorum
- Prionus heroicus
- Prionus hintoni
- Prionus howdeni
- Prionus imbricornis
- Prionus integer
- Prionus komiyai
- Prionus kucerai
- Prionus lameerei
- Prionus laminicornis
- Prionus laticollis
- Prionus lecontei
- Prionus linsleyi
- Prionus mexicanus
- Prionus murzini
- Prionus nakamurai
- Prionus palparis
- Prionus plumicornis
- Prionus pocularis
- Prionus potaninei
- Prionus poultoni
- Prionus puae
- Prionus rhodocerus
- Prionus scabripunctatus
- Prionus sejunctus
- Prionus sifanicus
- Prionus simplex
- Prionus siskai
- Prionus spinipennis
- Prionus townsendi
- Prionus unilamellatus